# 100-мм корабельна гармата OTO Mod. 1924/1927/1928
100-мм (3,9-дюймова) універсальна корабельна артилерійська система зразка OTO Mod. 1924/1927/1928 (італ. Cannone da 100/47) — італійська універсальна корабельна система періоду Першої та Другої світових війн. Артилерійська система 100 mm/47 OTO використовувалася, як основне зенітне корабельне озброєння бойових кораблів різного типу важких й легких крейсерів італійських військово-морських сил цього періоду. Власно артилерійська система мала різне найменування: у Австро-Угорщині — 10 cm/50 (3.9") K10 та K11; в Італії — 100 mm/47 (3.9") Models 1924, 1927 and 1928; у Радянському флоті — 100-мм/50 (3.9") «Мінізіні».
Пізніше на основі цієї гармати була розроблена модифікована версія 100-мм/47 гармати у спрощеній баштовій установці, для озброєння ескадрених міноносців, що не мала можливості ведення зенітного вогню.

## Зміст
Оригінально мала своє походження від спроектованої у 1910 році чеською компанією Skoda гармати 10см/50 K11 для озброєння кораблів австро-угорського флоту і активно застосовувалося в роки Першої світової війни. Використовувалася на легких крейсерах класу «Новара»: «Гельґоланд», «Сайда» й «Новара».
У 1920 році зразками цих гармат зацікавилися італійці і було прийнято рішення розробити на її основі зенітну корабельну установку для кораблів італійського флоту. Однак артилерійська система встановлювалося на станку принципово нової моделі. Спарена установка з 2-х 100-мм зенітних гармат була сконструйована інженер-генералом італійського флоту Е. Мінізіні.
Виробництво цих гармат здійснювалося компанією OTO. Встановлювалася на легких крейсерах усіх типів «Кондотьєрі»: типів «Альберто да Джуссано», «Луїджі Кадорна», «Раймондо Монтекукколі», «Дюка д'Аоста», «Дука дельї Абруцці», важких крейсерах типу «Тренто», «Зара», а також «Больцано». Крім того, використовувалося радянським флотом на легких крейсерах «Червона Україна», «Червоний Крим» і «Червоний Кавказ».